# Facultad de Derecho (Universidad de Granada)
La Facultad de Derecho de Granada es un centro docente universitario perteneciente a la Universidad de Granada, dedicado a la docencia e investigación de los estudios relacionados con el Derecho y la Criminología.
Se encuentra situada en el Campus Centro, teniendo su sede central en la Plaza de la Universidad, lugar céntrico de la ciudad. Anteriormente el actual edificio de dicha facultad alojó un colegio mayor jesuita y posteriormente fue el edificio principal de servicios de la UGR, hasta que el traslado de estos a otro lugar permitió que el edificio se utilizara para sus fines actuales.
Los estudios de esta facultad, con más de cuatro mil estudiantes matriculados, la convierten en uno de los centros de la Universidad de Granada con mayor número de alumnos. De hecho, el aumento de estudiantes de las titulaciones de la facultad llevó a la UGR a diversificar la oferta docente y de servicios de la facultad en varios edificios diferentes. 

## Docencia
Actualmente en la Facultad de Derecho se imparten los siguientes estudios universitarios oficiales:
- Grado en Derecho
- Grado en Criminología
- Doble Grado en Derecho y Administración y Dirección de Empresas (impartido conjuntamente con la Facultad de Ciencias Económicas y Empresariales)
- Doble Grado en Derecho y Ciencias Políticas y de la Administración (impartido conjuntamente con la Facultad de Ciencias Políticas y Sociología)
- Doble título de Grado en Derecho por la Universidad de Granada y Juris Doctor por el Stetson University College of Law de Florida

- Doble título de Grado en Derecho por la Universidad de Granada y Laurea in Giurisprudenza por la Facoltà di Giurisprudenza de la Università degli Studi di Ferrara.
- Máster Universitario en Acceso a la Abogacía
- Máster Universitario en Derecho Constitucional Europeo
- Máster Universitario en Derecho de los Negocios
- Máster Universitario en Derecho Internacional y Relaciones Internacionales
- Máster Universitario en Derecho Sanitario, Bioética y Derecho a la Salud en la Unión Europea
- Máster Universitario en Criminalidad e Intervención Social en Menores

Además, imparte otras titulaciones propias de posgrado.

## Historia de la Facultad

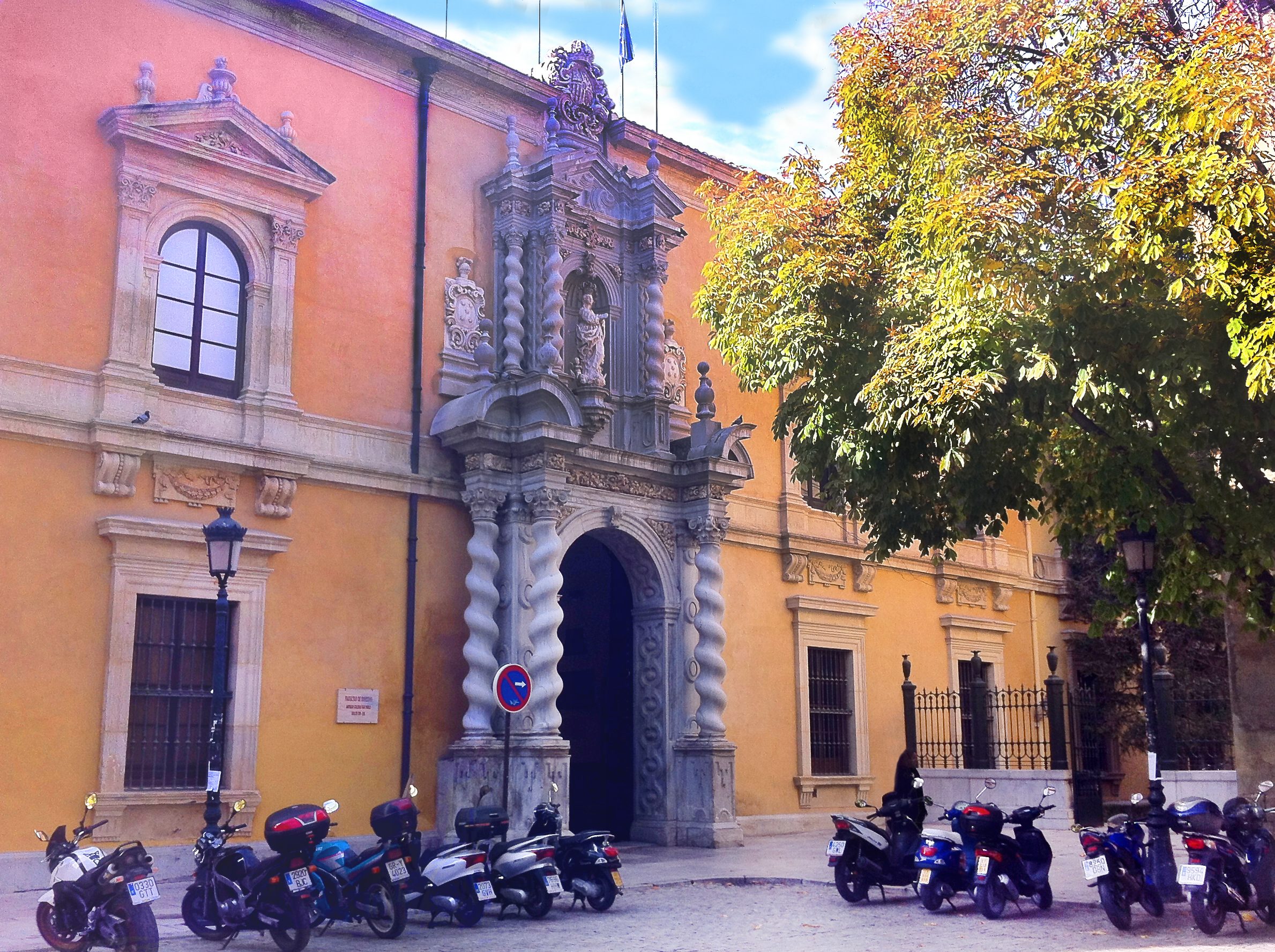
Fachada del edificio principal de la Facultad de Derecho, en el antiguo Colegio de San Pablo.

La Universidad de Granada fue creada en 1526 por el rey Carlos I. En aquellos tiempos dicha institución no tenía la división de estudios actual, sino que se impartían estudios generales de Filosofía, Lógica, Teología, Cánones y Gramática. El papa Clemente VII le otorgaría iguales privilegios que a las universidades de Bolonia, París, Salamanca y Alcalá de Henares. De manera que dicha universitas tiene un origen tanto imperial como papal.
Tras vacilar su ubicación entre el Monasterio de San Jerónimo y el Colegio Mayor y Real de Santa Cruz de la Fe, al ser expulsados los jesuitas en 1767 la Universidad se asentó en el Colegio de San Pablo (actual sede de la Facultad de Derecho), situado en la Plaza de la Universidad. Con Carlos III, en 1776 se promulga uno de los planes de estudios más avanzados de España, tomando parte destacada el jurista granadino y consejero de Castilla Pedro José Pérez Valiente. De tal manera se unificaban las dos Facultades de Leyes y Cánones, recibiéndose hasta siete cátedras:
- Derecho Común Romano Canónico (1º curso)
- Derecho Público y Nacional (historia del Derecho natural, civil, canónico) (1º curso)
- Instituta (2º curso)
- Instituta (3º curso)
- Instituciones de Derecho Canónico, Derecho Eclesiástico Nuevo (Decretales) y Antiguo (Decreto de Graciano) (4º y 5º curso)
- Leyes del Reino conforme a las recopilaciones del Castilla e Indias (6º curso)
- Estudio de Derecho Público (7º curso)

En el siglo XIX el Colegio de San Pablo debe albergar todas las dependencias de la Universidad granadina, al haber sido suprimidos los colegios universitarios, lo que le supondría numerosas reformas. En 1841 es construido el Jardín Botánico para facilitar los estudios y adelantamientos en cuanto a ciencias naturales. Asimismo, el patio de la calle Duquesa (de construcción posterior) albergó dependencias militares, la Diputación Provincial de Granada, el Gobierno Civil, un campo de concentración de prisioneros  republicanos en la Guerra Civil y la Facultad de Ciencias.
En 1980 las dependencias centrales de la Universidad fueron trasladadas definitivamente al Hospital Real (actual Rectorado). Hasta entonces habían convivido en el Colegio de San Pablo el Rectorado, la Biblioteca Universitaria General, Servicios Centrales, etc. A partir de dicho año, y hasta nuestros días, permanecen en el edificio San Pablo el decanato de Derecho, los departamentos docentes de la Universidad con sede en la Facultad de Derecho, los servicios administrativos de la Facultad, el Paraninfo (antiguo salón para debates de Teología y Filosofía) y las aulas de docencia.
En el curso 2005-2006 empezó a funcionar un nuevo edificio de la Facultad de Derecho: el Aulario, de moderna construcción, para hacer frente a la gran cantidad de estudiantes de esta carrera en el que además de un gran número de aulas docentes adicionales a las de la sede principal, también hay servicios de reprografía y aula de informática.
En septiembre de 2014, en la biblioteca de la facultad, se producen dos incendios importantes que causan graves daños patrimoniales.

## Instalaciones y servicios

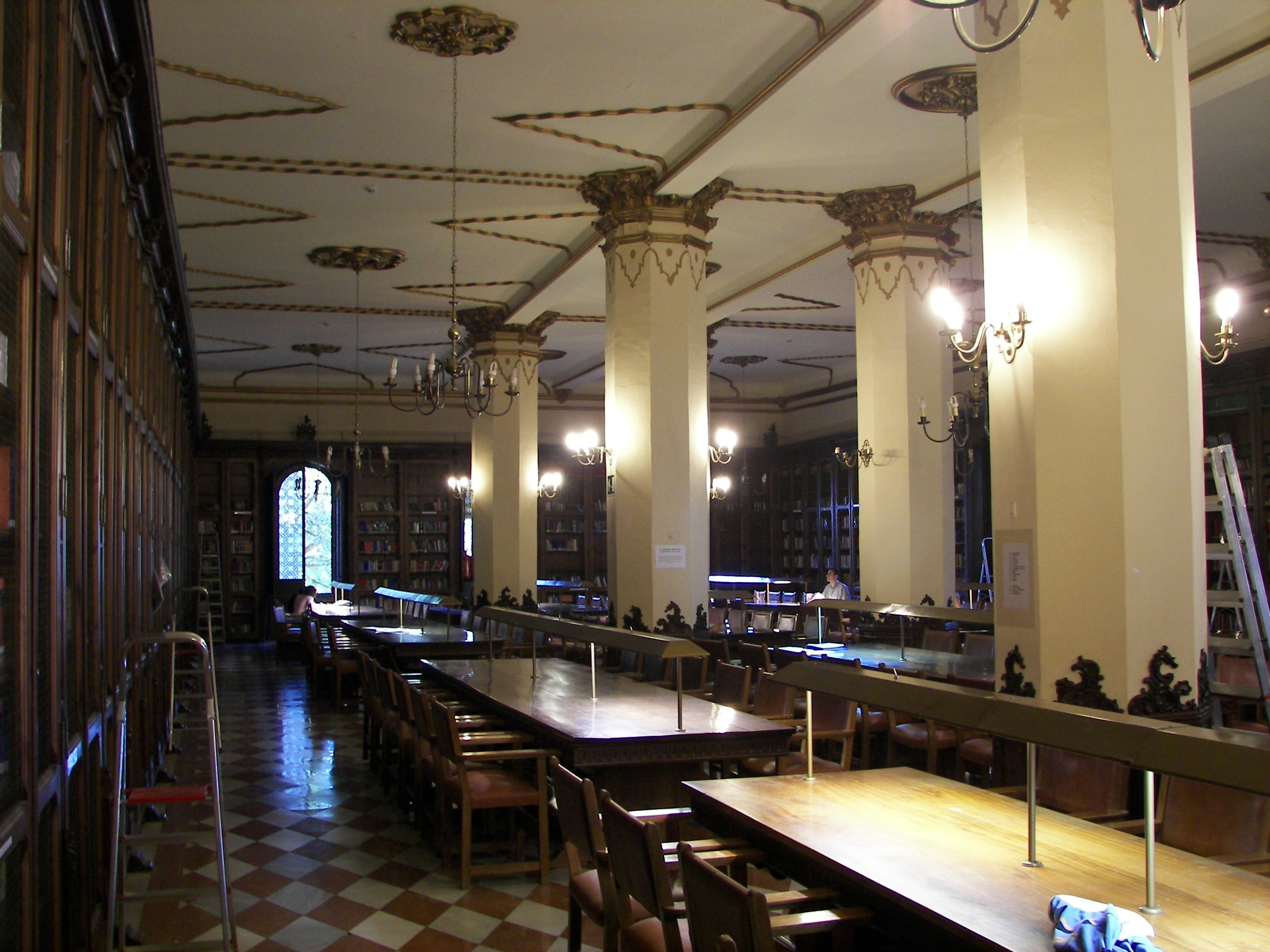
Interior de la Biblioteca y sala de lectura de la Facultad de Derecho

El edificio principal de la Facultad de Derecho, el Colegio de San Pablo, en Plaza de la Universidad, es un gran edificio que actúa como sede principal del centro. También tiene accesos secundarios por la Calle Duquesa y por el Jardín Botánico. En este edificio se recogen todos los servicios administrativos y directivos (Decanato), así como los servicios generales.

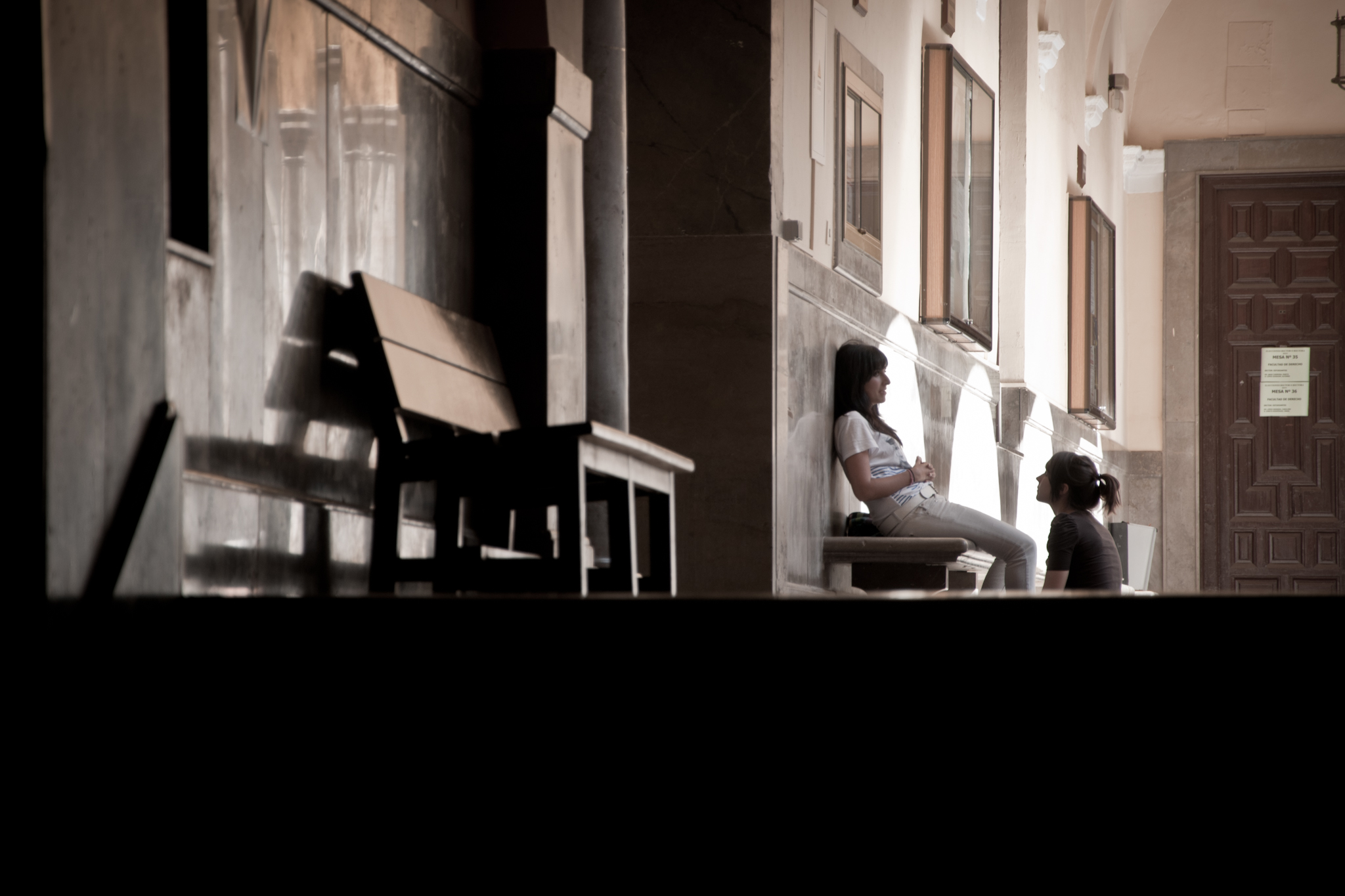
Pasillos de la Facultad de Derecho

La Facultad cuenta con Secretaría, Biblioteca, asociaciones de alumnos, servicios de relaciones internacionales, aulas de idiomas, aula de informática, despachos departamentales y 15 aulas docentes. Así mismo, cuenta con varias salas de propósito general entre las que son destacables:
- El Paraninfo, un gran salón donde se celebran conferencias, reuniones y presentaciones. Se encuentra junto a la entrada principal. Antiguamente fue un teatro para las diputationes de Teología y Filosofía. Su bóveda fue construida en 1675. Preside la sala un gran retrato del emperador Carlos V. En las obras de restauración de la sala de 1998 se descubrió oculto tras dicho retrato un gran repostero de la II República Española que actualmente también está expuesto en dicha sala.

- El Salón Rojo, también para cometidos de carácter público, en el segundo piso.

El Aulario de Derecho es un edificio de soporte situado a escasa distancia de la sede principal, junto al Campus de Fuentenueva. Cuenta con 2 plantas y un semisótano. En él se encuentran 26 aulas docentes, una Sala de Profesores y un aula de informática adicional. En este edificio se concentran la mayor parte de las actividades docentes y de clases magistrales de la facultad.
Actualmente la Biblioteca de la Facultad de Derecho se encuentra, desde el año 2015, en el edificio que albergaba la antigua Delegación de Educación de la Junta de Andalucía. El edificio, situado en la calle Duquesa, ocupa una superficie de 3.100 metros cuadrados útiles (anterior 1.100 metros cuadrados) en un total de cinco plantas. Dispone de 480 puestos de lectura, 50 con ordenador y salas para trabajo en grupo y tutorías, además de mostrador de autopréstamo y autodevolución.

## Asociaciones de Alumnos
La Facultad cuenta con algunas Asociaciones de Estudiantes: CED, EDECU, Asociación de Antiguos Alumnos de Derecho y Asociación de Estudiantes de Criminología de Granada

## Departamentos Docentes
La Facultad de Derecho cuenta con docencia y además es la sede principal de todos los departamentos docentes de la Universidad de Granada relacionados con el derecho civil y sus aplicaciones prácticas. Concretamente, es la sede de los siguientes departamentos:
- Departamento de Derecho Administrativo
- Departamento de Derecho Civil
- Departamento de Derecho Constitucional
- Departamento de Derecho Financiero y Tributario  Archivado el 21 de noviembre de 2021 en Wayback Machine.
- Departamento de Derecho Internacional Privado e Historia del Derecho
- Departamento de Derecho Internacional Público y Relaciones Internacionales
- Departamento de Derecho Mercantil y Derecho Romano
- Departamento de Derecho Penal
- Derecho Procesal y Eclesiástico del Estado
- Departamento de Filosofía del Derecho
- Departamento del Trabajo y Seguridad Social